# Wil Lipatow
Wil Władimirowicz Lipatow (ros. Виль Владимирович Липатов, ur. 10 kwietnia 1927 w Czycie, zm. 1 maja 1979 w Moskwie) – rosyjski pisarz.
Ukończył w 1952 Instytut Pedagogiczny w Tomsku. Jest autorem powieści i opowiadań psychologicznych i społeczno-obyczajowych, związanych tematycznie z Syberią: Ostatni dzień życia (1963, wyd. pol. 1965), Wiejski Sherlock Holmes (1967, wyd. pol. 1969), Lato zielonej gwiazdy (1971, wyd. pol. 1973), Nie wygra się z miłością (1978, wyd. pol. 1989).